# Colonia el Paraíso, Cuautla
Colonia el Paraíso är en ort i Mexiko.   Den ligger i kommunen Cuautla och delstaten Morelos, i den sydöstra delen av landet, 70 km söder om huvudstaden Mexico City. Colonia el Paraíso ligger 1 336 meter över havet och antalet invånare är 272.
Terrängen runt Colonia el Paraíso är platt åt sydväst, men åt nordost är den kuperad. Runt Colonia el Paraíso är det ganska tätbefolkat, med 222 invånare per kvadratkilometer. Närmaste större samhälle är Cuautla Morelos, 1,4 km söder om Colonia el Paraíso. Omgivningarna runt Colonia el Paraíso är en mosaik av jordbruksmark och naturlig växtlighet.